# Matelea vargasii
Matelea vargasii är en oleanderväxtart som beskrevs av G. Morillo. Matelea vargasii ingår i släktet Matelea och familjen oleanderväxter. Inga underarter finns listade i Catalogue of Life.